# Jessy Druyts
Jessy Druyts, née le 22 janvier 1994 à Wilrijk, est une coureuse cycliste professionnelle belge. Elle est la sœur des cyclistes Gerry, Kelly, Demmy et Lenny Druyts.

## Palmarès
- 2011
  - Championne de la province d'Anvers sur route
  -  Médaillée d'argent du championnat du monde sur route juniors
  -  Médaillée d'argent du championnat d'Europe sur route juniors
  - 3e du championnat de la province d'Anvers du contre-la-montre
- 2012
  - 5e du championnat du monde sur route juniors